# Закуп (Смоленская область)
Закуп — деревня в Духовщинском районе Смоленской области России. Входит в состав Булгаковского сельского поселения. Население — 26 жителей (2007 год). 
Расположена в северной части области в 11 км к юго-западу от Духовщины, в 9 км западнее автодороги Р136 Смоленск — Нелидово, на берегу реки Мошна. В 24 км юго-восточнее деревни расположена железнодорожная станция Присельская на линии Москва — Минск. 

## История
При Крепостном праве деревня принадлежала Глинкам
В годы Великой Отечественной войны деревня была оккупирована гитлеровскими войсками в июле 1941 года, освобождена в сентябре 1943 года.

## Знаменитые земляки
- Горюнов Иван Семёнович (1869—1932) — учёный-кораблестроитель, военный педагог, конструктор механической части первой в России подводной лодки «Дельфин», генерал-майор.